# Couterne

Couterne este o comună în departamentul Orne, Franța. În 1 ianuarie 2018 avea o populație de 1.089 de locuitori.